# Diamesa longipes
Diamesa longipes är en tvåvingeart som beskrevs av Maurice Emile Marie Goetghebuer 1941. Diamesa longipes ingår i släktet Diamesa och familjen fjädermyggor. Inga underarter finns listade i Catalogue of Life.